# Salsedine
La salsedine è la presenza di sali solubili in un qualsiasi mezzo (acqua, aria, terreno) in quantità tali da produrre effetti macroscopici come, ad esempio, l'aumento del potenziale osmotico. Per estensione s'indica come salsedine il caratteristico odore prodotto dall'aerosol marino.
Fra i sali che compongono la salsedine ha un posto di primo piano il cloruro di sodio, perché quello più comune, soprattutto vicino ai mari (dove è il più presente).